# Pomník bratří Čapků (Praha)
Pomník bratří Čapků stojí na náměstí Míru v Praze na Vinohradech. Tvoří jej tři metry vysoký blok dioritu, na jehož protilehlých stěnách jsou vyvrtanými otvory napsána jména obou bratrů – Karla Čapka a Josefa Čapka. Autorem pomníku je akademický sochař Pavel Opočenský.
Společnost bratří Čapků začala uvažovat o pomníku již v roce 1947. V roce 1983 společnost požádala tehdejšího ministra kultury Milana Klusáka, aby zařadil odhalení památníku do plánu na sté výročí narození Karla Čapka, tedy na rok 1990. V roce 1988 byla vypsána soutěž, ale první a druhou cenu se porota rozhodla neudělit. Po sametové revoluci bylo rozhodnuto umístit pomník na pražské Vinohrady, kde oba bratři žili. Základní kámen byl položen v roce 1990 na travnaté ploše na náměstí Míru, samotný pomník byl pak odhalen v roce 1995 při příležitosti 50. výročí úmrtí Josefa Čapka v koncentračním táboře v Bergen-Belsenu.

## Galerie

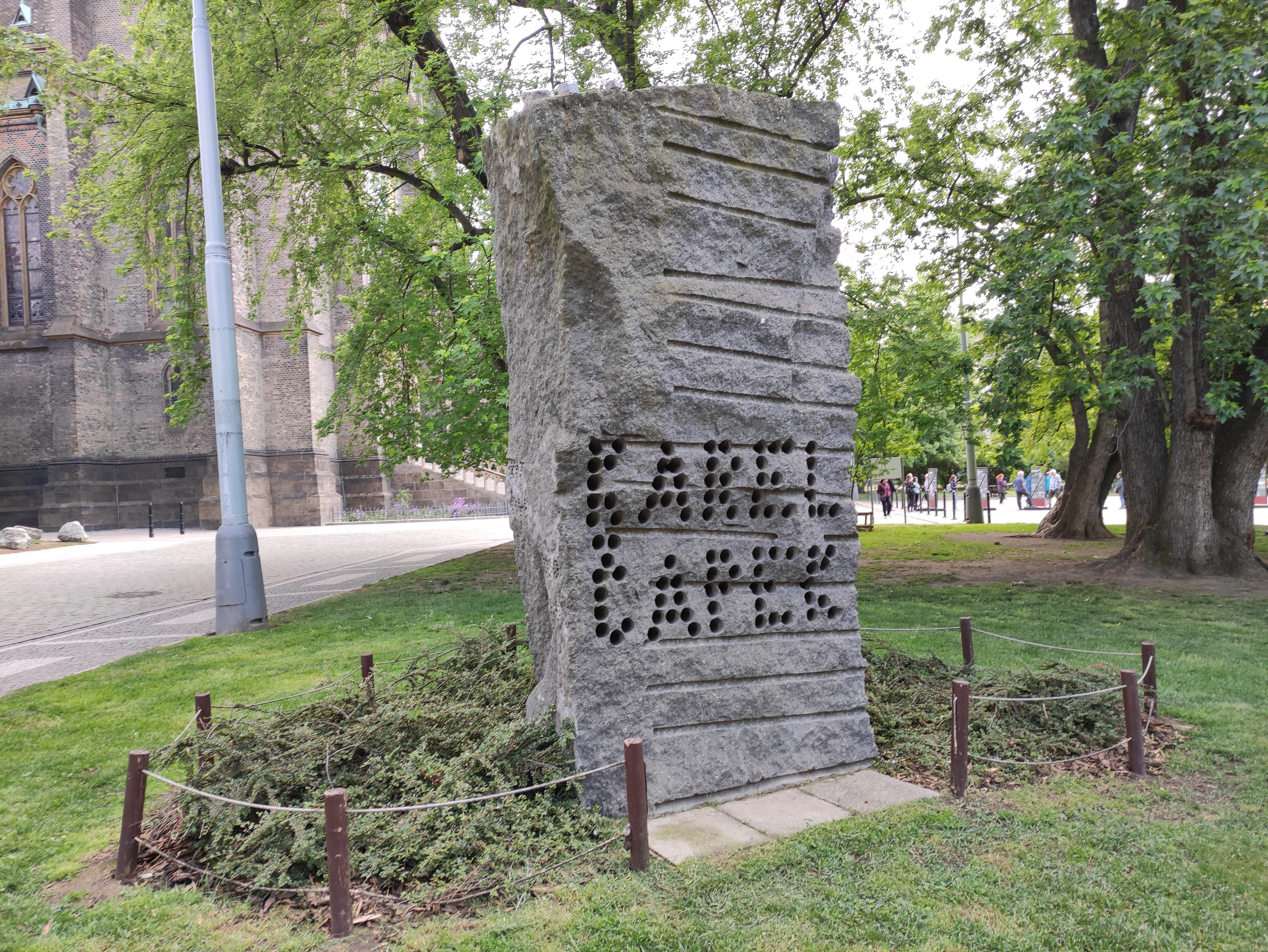